# Brahmanapalli, Srinivaspur
Brahmanapalli là một làng thuộc tehsil Srinivaspur, huyện Kolar, bang Karnataka, Ấn Độ.